# Breakheart Reservation
Das Gebiet Breakheart Reservation ist ein als State Park ausgewiesenes Schutzgebiet auf dem Gebiet der Städte Saugus und Wakefield im Bundesstaat Massachusetts der Vereinigten Staaten. Der Park wird vom Department of Conservation and Recreation (DCR) verwaltet und ist Teil des Metropolitan Park System of Greater Boston.

## Beschreibung
Der 640 Acres (2,6 km²) große Park besteht zum größten Teil aus Wald und wird hauptsächlich für Vogelbeobachtung, Angeln und Wandern genutzt. Es gibt aber auch Möglichkeiten zum Mountainbike fahren, Schwimmen, ein extra ausgewiesenes Areal für Hunde sowie öffentliche Toiletten und Erste-Hilfe-Einrichtungen.
Der Park verfügt über zwei Trinkwasserseen (Silver Lake und Pearce Lake) und der Saugus River fließt durch ihn hindurch. Von den sieben steinigen Hügeln des Schutzgebiets aus hat man eine gute Aussicht auf Boston, das zentrale Massachusetts und das südliche New Hampshire.
Am 11. August 2003 wurden die im Schutzgebiet gelegenen Breakheart Reservation Parkways als Breakheart Reservation Parkways-Metropolitan Park System of Greater Boston in das National Register of Historic Places eingetragen. Das System der Parkways wurde von Charles Eliot entworfen und besteht aus den Straßen Forest Street, Pine Tops Road, Elm Road und Hemlock Road.
Das Umweltbildungszentrum Camp Nihan Education Center bietet kostenlose Kurse für Schulen und Non-Profit-Organisationen an.